# Mick Thomson
Mickael Gordon Thomson (Des Moines, 3 novembre 1973) è un chitarrista statunitense membro degli Slipknot.

## Biografia
Thomson ha lavorato come tecnico per chitarre in una scuola di musica chiamata Ye Olde Guitar Shop fino al 1996; nello stesso periodo suonava nella band Body Pit insieme ad Anders Colsefni, Donnie Steele e Paul Gray. Successivamente entrerà negli Slipknot, fondati proprio da Gray.
Si è dichiarato ateo, definendo ogni pratica religiosa "una perdita di tempo", ed è un accanito e impegnatissimo scrittore di poesie; è inoltre un amante dei gatti.
Il 5 ottobre 2012 si è sposato con Stacy Riley.

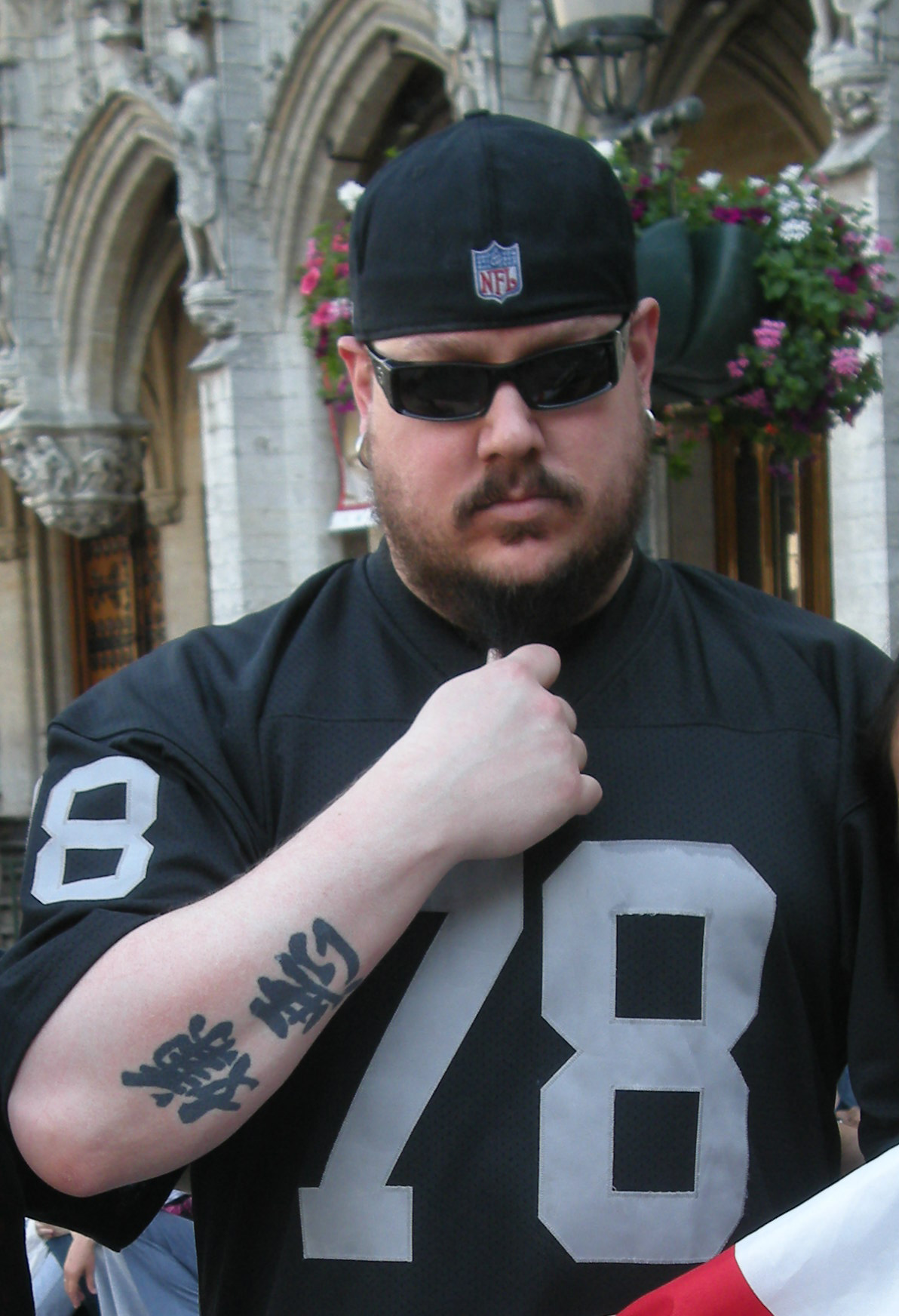
Mick Thomson senza maschera

## Maschera
Mick indossa una maschera che inizialmente era di colore bianco e la cui forma accennava ad uno strano sorriso ma poi passò ad una verde scuro con un'espressione arrabbiata, per poi modificarne il colore in grigio metallizzato in contemporanea alla pubblicazione di All Hope Is Gone. Con la pubblicazione di .5: The Gray Chapter ha modificato alcuni dettagli, introducendo ad esempio dei tagli vicino agli occhi per farla sembrare più deteriorata.
Questa maschera si ispira a quella di Jason Voorhees, protagonista della saga horror Venerdì 13, ma ha una grande somiglianza con il volto del demone Bughuul, protagonista di Sinister.
All'interno del gruppo è identificato con il numero 7, presente anche sulla sua tuta e che si è tatuato sull'avambraccio sinistro (in lettere e in inglese).

## Discografia

### Con gli Slipknot
- 1999 – Slipknot
- 2001 – Iowa
- 2004 – Vol. 3: (The Subliminal Verses)
- 2008 – All Hope Is Gone
- 2014 – .5: The Gray Chapter
- 2019 – We Are Not Your Kind
- 2022 – The End, So Far

### Collaborazioni
- 2007 – Malevolent Creation – Doomsday X (chitarra in Deliver My Enemy
- 2011 – Necrophagia – Deathtrip 69